# Don Adams (Schauspieler)
Don Adams (* 13. April 1923 als Donald James Yarmy in Manhattan, New York City; † 25. September 2005 in Los Angeles) war ein US-amerikanischer Schauspieler. Bekannt wurde er insbesondere durch seine Darstellung des Geheimagenten Maxwell Smart in der komödiantischen Fernsehserie Mini-Max (Get Smart, 1965–1970).

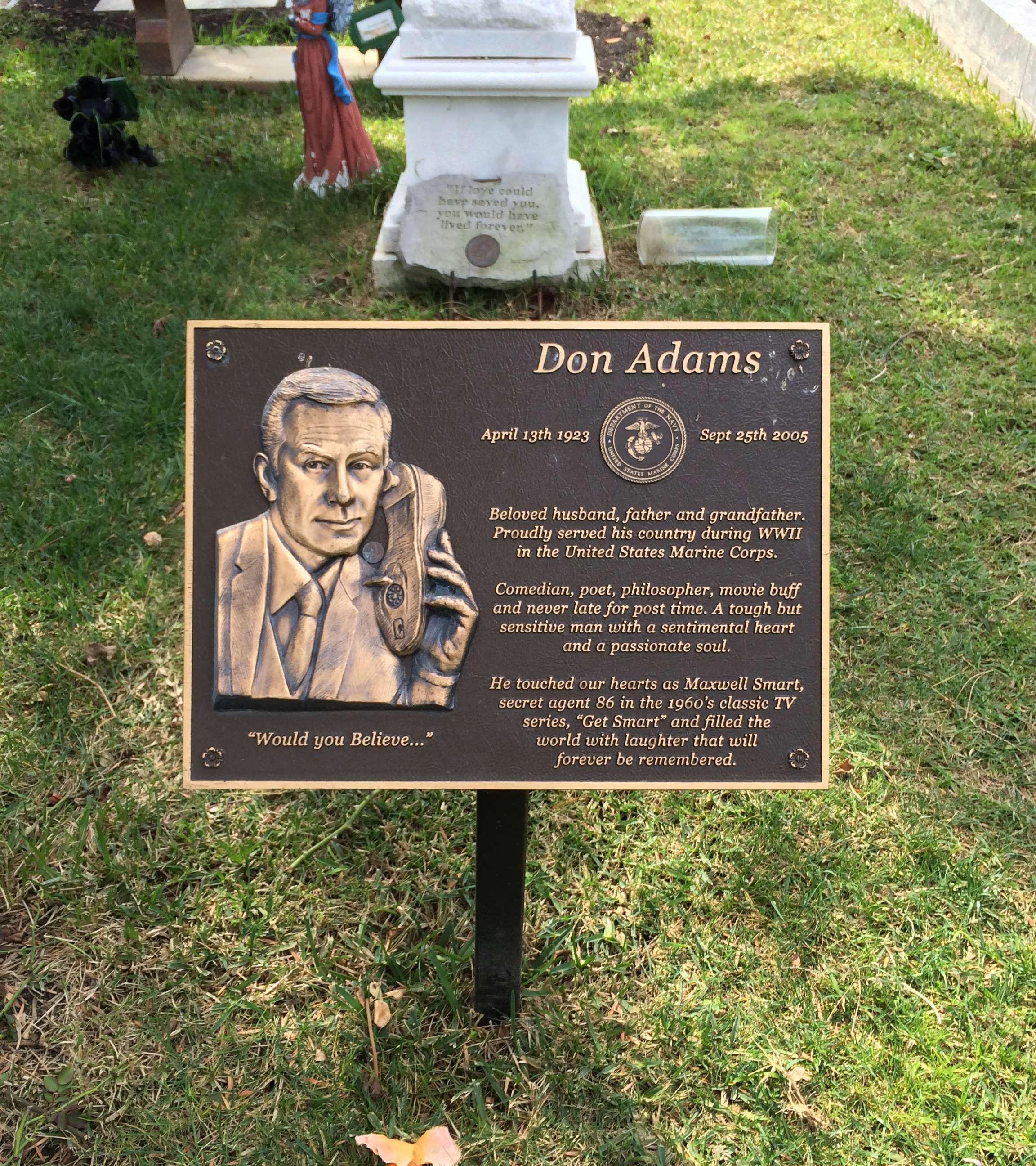
Don Adams’ Grab in Hollywood

## Leben
Donald Yarmy diente im Zweiten Weltkrieg als Soldat bei den US Marines im Pazifik. Dabei infizierte er sich bei der Landung auf Guadalcanal mit Malaria. Nach dem Krieg machte er Karriere als Stand-Up-Comedian. Als er 1949 seine erste Frau Adelaide Efantis heiratete, die unter dem Künstlernamen Adelaide Adams als Sängerin auftrat, nahm er ihr Pseudonym an und nannte sich fortan Don Adams.
In den 1950er-Jahren trat er als Stand-Up-Comedian auch im Fernsehen auf, teilweise auch an der Seite seines Freundes Bill Dana als Komikerduo. Weltweit bekannt wurde Adams schließlich in der Rolle des Geheimagenten Maxwell Smart (Agent 86) in der Comedy-Serie Mini-Max, die zwischen 1965 und 1970 in den Vereinigten Staaten gedreht wurde und ab September 1967 in der ARD zunächst unter dem Titel Super-Max, der Meisterspion ausgestrahlt. 45 weitere Folgen zeigte das ZDF zu Beginn der 1970er Jahre unter dem Titel Mini-Max oder Die unglaublichen Abenteuer des Maxwell Smart. Für die Rolle gewann er zwischen 1967 und 1969 drei Emmys, einmal war er für einen Golden Globe nominiert. Er trat auch in ernsten Theaterstücken am Broadway auf. Sein größter Erfolg als Synchronsprecher war die Rolle der Zeichentrickfigur Inspector Gadget, dem er in der Originalversion von 1986 bis 1999 seine markante Stimme lieh. Er selbst wurde 1972 in der Fernsehserie New Scooby Doo Movies als Zeichentrickfigur dargestellt.
Adams war insgesamt dreimal verheiratet und geschieden und hatte sieben Kinder. Er starb 2005 im Alter von 82 Jahren in einem Krankenhaus in Los Angeles an einer Lungeninfektion. Er wurde auf dem Hollywood Forever Cemetery beigesetzt. Seine Tochter Cecily Adams starb 2004.

## Filmografie (Auswahl)
- 1963–1964: Ein Page hat’s nicht leicht (The Bill Dana Show, Fernsehserie, 19 Folgen)
- 1963–1966: Tamtam um Tennessee (Tennessee Tuxedo and His Tales, Fernsehserie, 70 Folgen, Stimme)
- 1965: A Secret Agent’s Dilemma, or A Clear Case of Mind Over Mata Hari (Fernsehfilm)
- 1965–1970: Mini-Max (Get Smart, Fernsehserie, 138 Folgen)
- 1971: Confessions of a Top Crime Buster (Fernsehfilm)
- 1971–1972: Die Zwei von der Dienststelle (The Partners, Fernsehserie, 20 Folgen)
- 1973: Saga of Sonora (Fernsehfilm)
- 1978–1984: Love Boat (The Love Boat, Fernsehserie, fünf Folgen)
- 1979: Fantasy Island (Fernsehserie, Folge 3x06)
- 1980: Die nackte Bombe (The Nude Bomb)
- 1982: Jimmy the Kid
- 1983–1985: Inspector Gadget (Fernsehserie, 86 Folgen, Stimme)
- 1984: Ein Colt für alle Fälle (The Fall Guy, Fernsehserie, Folge 4x01)
- 1985–1988: Zur Kasse, Schätzchen! (Check It Out!, Fernsehserie, 66 Folgen)
- 1986: The Amazing Adventures of Inspector Gadget (Stimme)
- 1987: High-Life am Strand (Back to the Beach)
- 1989: Die Nackte Bombe 2 (Get Smart, Again!, Fernsehfilm)
- 1994: Harrys Nest (Empty Nest, Fernsehserie, Folge 6x20)
- 1995: Get Smart (Fernsehserie, 7 Folgen)
- 1996: Field Trip Starring Inspector Gadget (Inspector Gadget’s Field Trip, Fernsehserie, 18 Folgen, Stimme)
- 1997: Trau’ keinem Lehrer! (Nick Freno: Licensed Teacher, Fernsehserie, Folge 1x13)
- 1997–2000: Pepper Ann (Fernsehserie, fünf Folgen)
- 1999: Inspektor Gadget (Inspector Gadget, Stimme)

## Tonträger
- 1964: Nr. 3 on his way (Atlantic)
- 1967: Get Smart (United Artists)
- 1972: Black voice (United Artists)